# Coenagrionidae
Coenagrionidae Kirby, 1890 è una famiglia di libellule appartenente al sottordine degli Zigopteri.

## Tassonomia

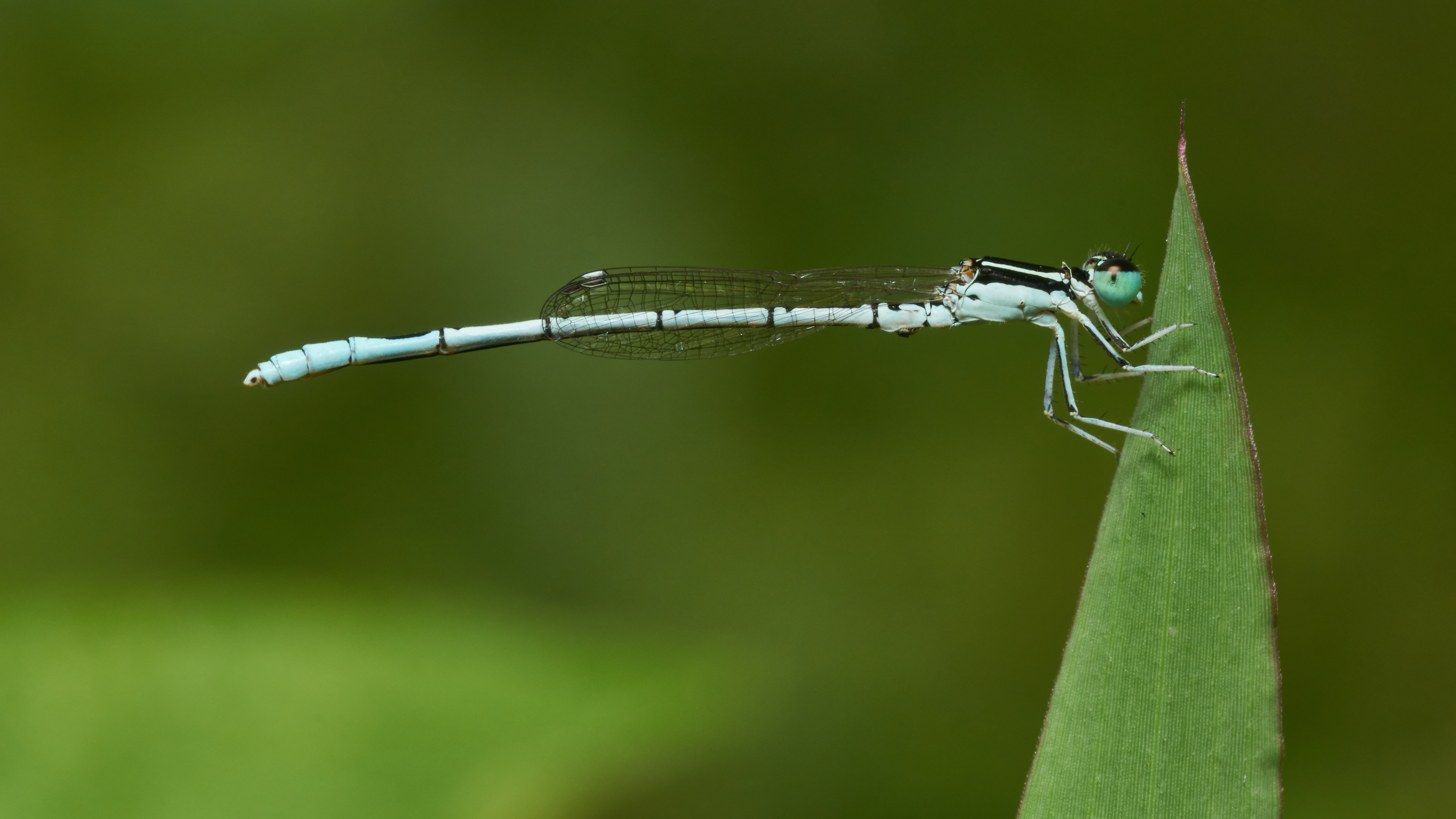
Agriocnemis pieris

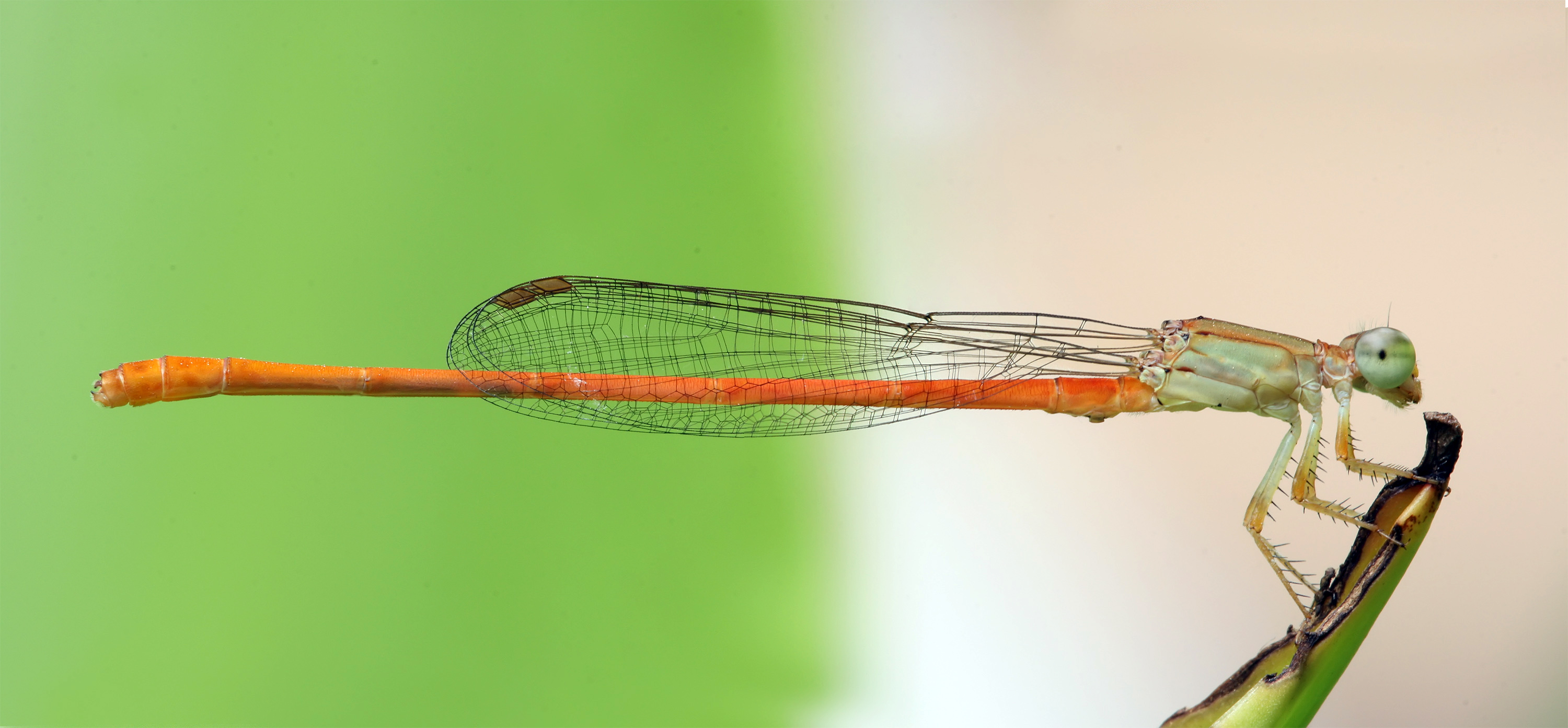
Ceriagrion glabrum

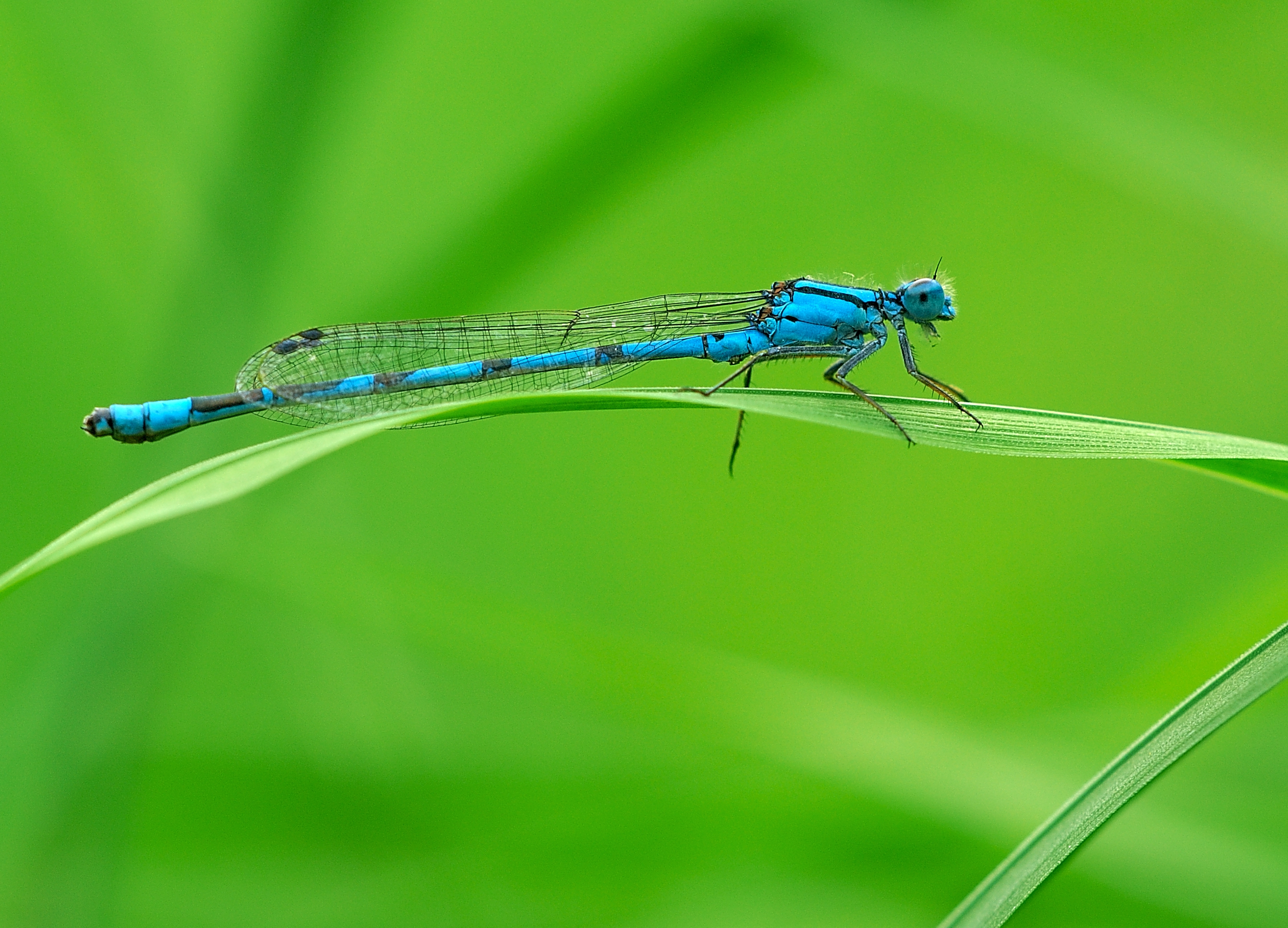
Enallagma cyathigerum

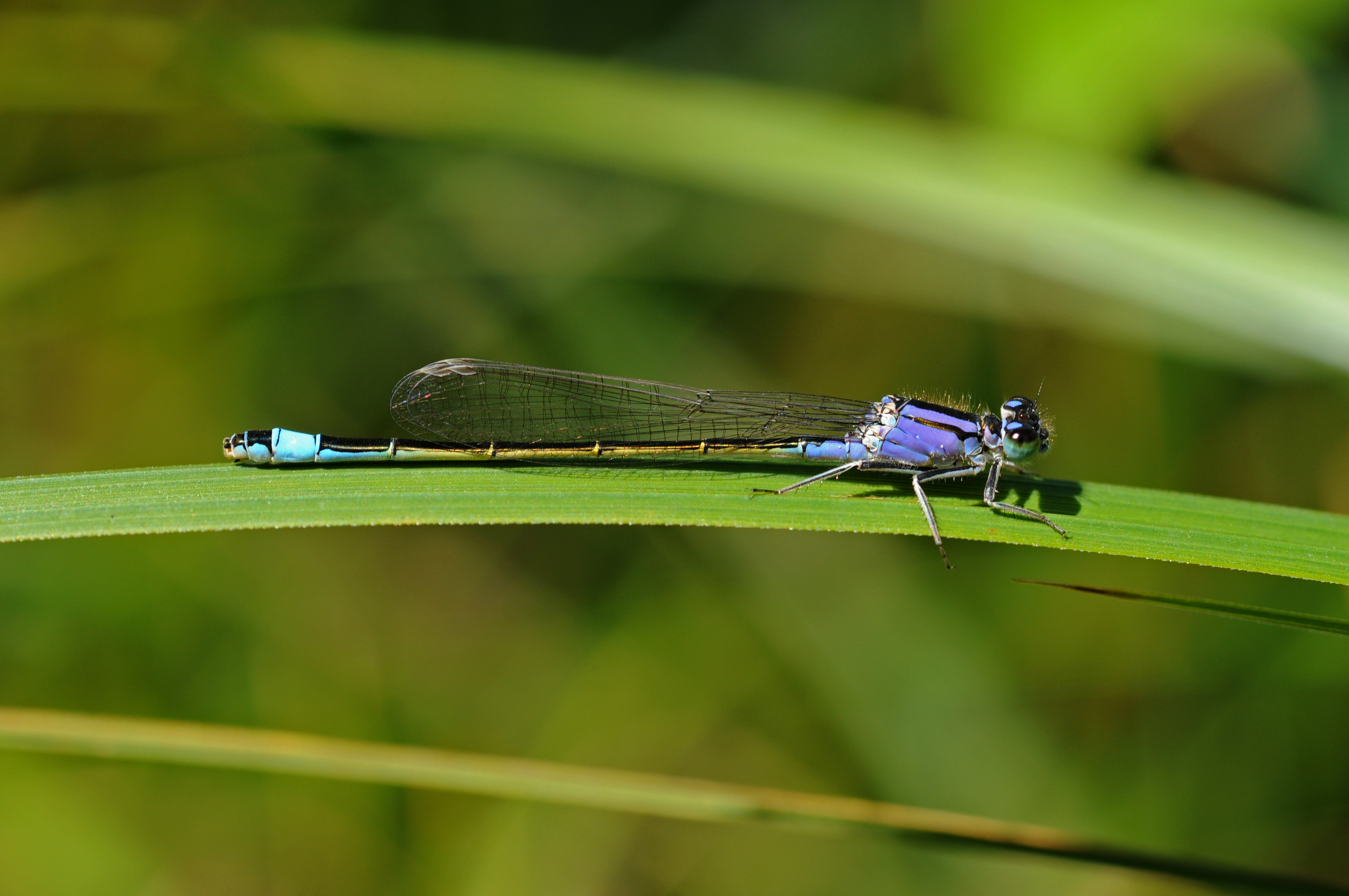
Ischnura elegans

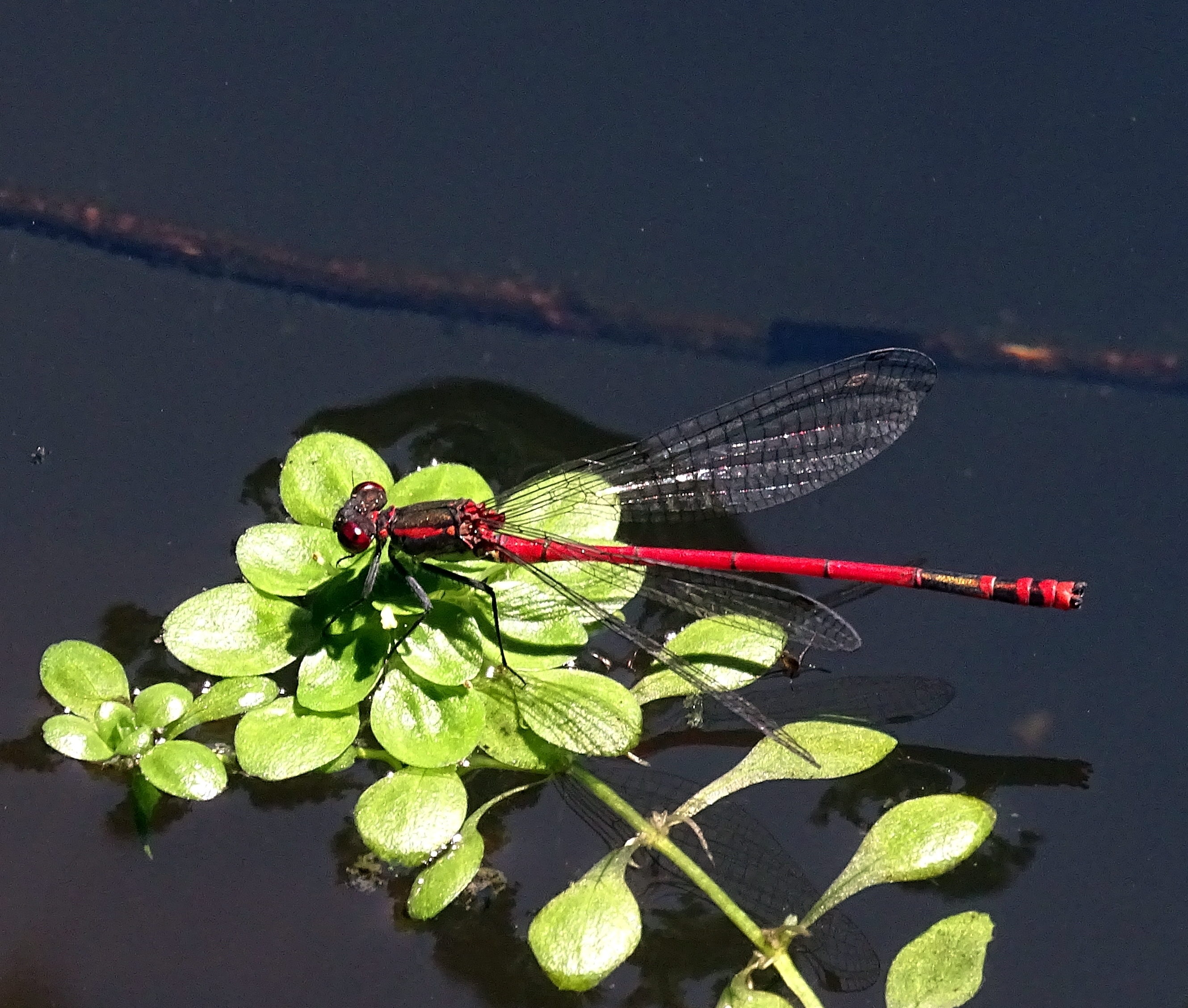
Pyrrhosoma nymphula

Con oltre un migliaio di specie è la famiglia più numerosa del sottordine degli Zigopteri. Comprende i seguenti generi:
- Acanthagrion Selys, 1876
- Acanthallagma Williamson & Williamson, 1924
- Aceratobasis Kennedy, 1920
- Aciagrion Selys, 1891
- Aeolagrion Williamson, 1917
- Africallagma Kennedy, 1920
- Agriocnemis Selys, 1877
- Amazoneura Machado, 2004
- Amphiagrion Selys, 1876
- Amphiallagma Kennedy, 1920
- Amphicnemis Selys, 1863
- Andinagrion Bulla, 1973
- Angelagrion Lencioni, 2008
- Anisagrion Selys, 1876
- Anomisma McLachlan, 1877
- Antiagrion Ris, 1904
- Apanisagrion Kennedy, 1920
- Archibasis Kirby, 1890
- Argentagrion Fraser, 1948
- Argia Rambur, 1842
- Argiocnemis Selys, 1877
- Austroagrion Tillyard, 1913
- Austroallagma Lieftinck, 1953
- Austrocnemis Tillyard, 1913
- Austrocoenagrion Kennedy, 1920
- Austrotepuibasis Machado & Lencioni, 2011
- Azuragrion May, 2002

- Bromeliagrion De Marmels, 2005

- Caliagrion Tillyard, 1913
- Calvertagrion St. Quentin, 1960
- Ceriagrion Selys, 1876
- Chromagrion Needham, 1903
- Coenagriocnemis Fraser, 1949
- Coenagrion Kirby, 1890
- Coryphagrion Morton, 1924
- Cyanallagma Kennedy, 1920

- Denticulobasis Machado, 2009
- Diceratobasis Kennedy, 1920
- Dolonagrion Garrison & von Ellenrieder, 2008
- Drepanoneura von Ellenrieder & Garrison, 2008

- Enacantha Donnelly & Alayo, 1966
- Enallagma Charpentier, 1840
- Epipleoneura Williamson, 1915
- Epipotoneura Williamson, 1915
- Erythromma Charpentier, 1840

- Fluminagrion Anjos-Santos, Lozano & Costa, 2013
- Forcepsioneura Lencioni, 1999
- Franciscagrion Machado & Bede, 2016
- Franciscobasis Machado & Bede, 2016

- Hesperagrion Calvert, 1902
- Himalagrion Fraser, 1920
- Hivaagrion Hämäläinen & Marinov, 2014
- Homeoura Kennedy, 1920
- Huosoma Guan, Dumont, Yu, Han & Vierstraete, 2013
- Hylaeonympha Rácenis, 1968

- Idioneura Selys, 1860
- Inpabasis Santos, 1961
- Ischnura Charpentier, 1840

- Junix Rácenis, 1968

- Lamproneura De Marmels, 2003
- Leptagrion Selys, 1876
- Leptobasis Selys, 1877
- Leptocnemis Selys, 1886
- Leucobasis Rácenis, 1959
- Luzonobasis Villanueva, 2012

- Mecistogaster Rambur, 1842
- Megalagrion McLachlan, 1883
- Megaloprepus Rambur, 1842
- Melanesobasis Donnelly, 1984
- Mesamphiagrion Kennedy, 1920
- Mesoleptobasis Sjöstedt, 1918
- Microstigma Rambur, 1842
- Millotagrion Fraser, 1953
- Minagrion Santos, 1965
- Mortonagrion Fraser, 1920

- Nehalennia Selys, 1850
- Neoerythromma Kennedy, 1920
- Neoneura Selys, 1860
- Nesobasis Selys, 1891

- Oreiallagma von Ellenrieder & Garrison, 2008
- Oreocnemis Pinhey, 1971
- Oxyagrion Selys, 1876
- Oxyallagma Kennedy, 1920

- Pacificagrion Fraser, 1926
- Pandanobasis Villanueva, 2012
- Papuagrion Ris, 1913
- Paracercion Weekers & Dumont, 2004
- Pericnemis Selys, 1863
- Peristicta Hagen in Selys, 1860
- Phasmoneura Williamson, 1916
- Phoenicagrion von Ellenrieder, 2008
- Pinheyagrion May, 2002
- Plagulibasis Lieftinck, 1949
- Platystigma Kennedy, 1920
- Proischnura Kennedy, 1920
- Proneura Selys, 1889
- Protallagma Kennedy, 1920
- Protoneura Selys in Sagra, 1857
- Psaironeura Williamson, 1915
- Pseudagrion Selys, 1876
- Pseudostigma Selys, 1860
- Pyrrhosoma Charpentier, 1840

- Rhodischnura Laidlaw, 1919
- Roppaneura Santos, 1966

- Sangabasis Villanueva, 2012
- Schistolobos von Ellenrieder & Garrison, 2008
- Seychellibasis Kennedy, 1920
- Stenagrion Laidlaw, 1915

- Teinobasis Kirby, 1890
- Telagrion Selys, 1876
- Telebasis Selys, 1865
- Tepuibasis De Marmels, 2007
- Thaumatagrion Lieftinck, 1932
- Thermagrion Förster, 1906
- Tigriagrion Calvert, 1909
- Tuberculobasis Machado, 2009
- Tukanobasis Machado, 2009

- Vanuatubasis Ober & Staniczek, 2009

- Xanthagrion Selys, 1876
- Xanthocnemis Tillyard, 1913
- Xiphiagrion Selys, 1876

- Zoniagrion Kennedy, 1920

In Europa sono presenti i generi Ceriagrion, Coenagrion, Enallagma, Erythromma, Ischnura, Nehalennia e Pyrrhosoma.